# Länna gästgivargård

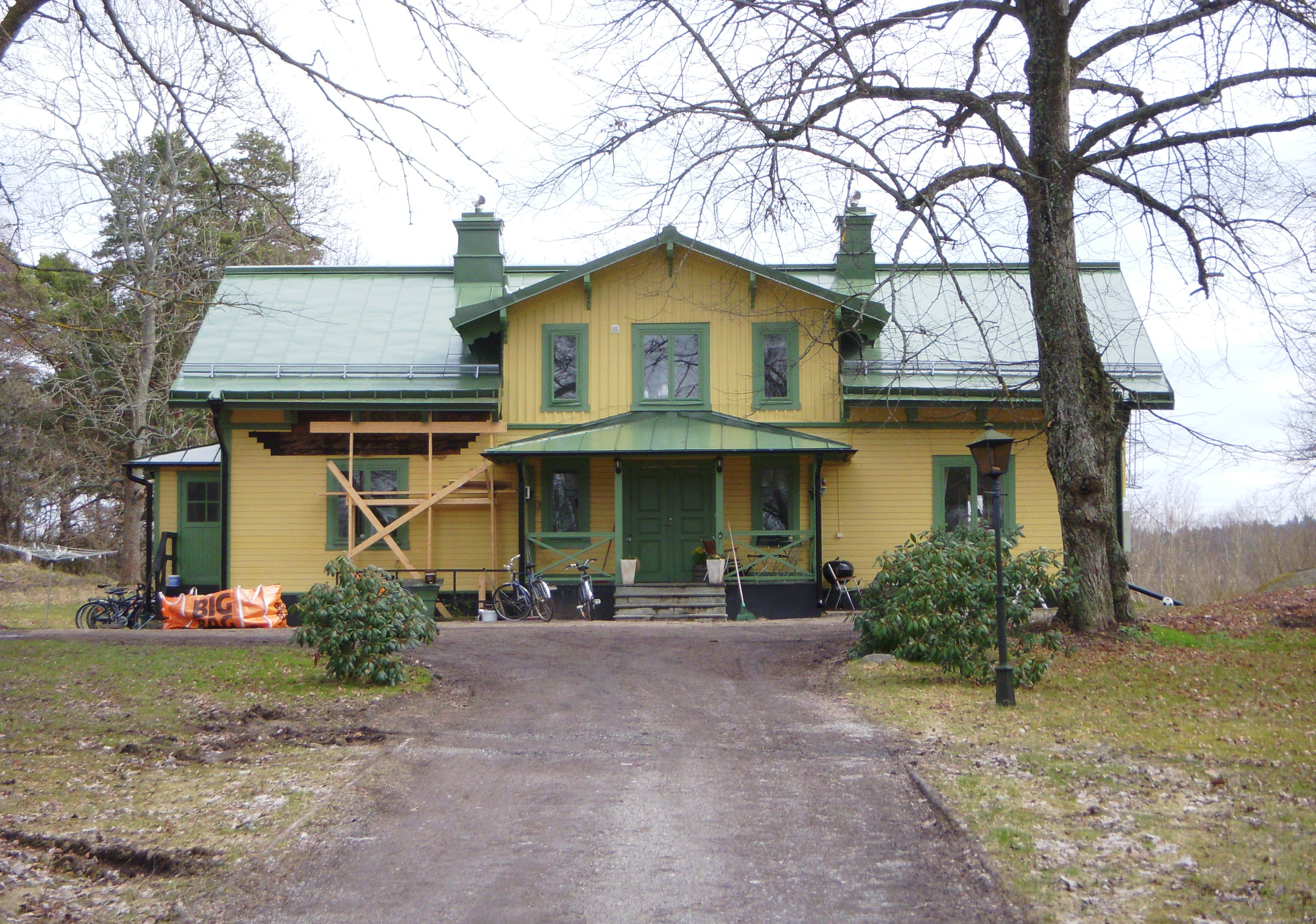
Länna gästgivargård april 2012.

Länna gästgivargård var ett gästgiveri beläget utmed "Gamla Dalarövägen" i Länna, Huddinge kommun, Stockholms län. Rörelsen bedrevs från 1630-talet till 1902. Det tidigare gästgiveriet utgör tillsammans med Länna gård, några av de få byggnader som nu återstår av Länna by. 

## Historia

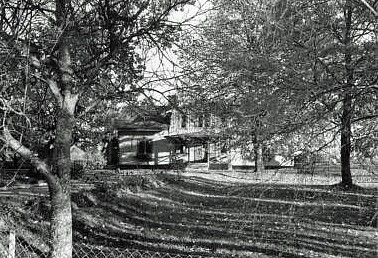
Länna gästgivargård 1962.

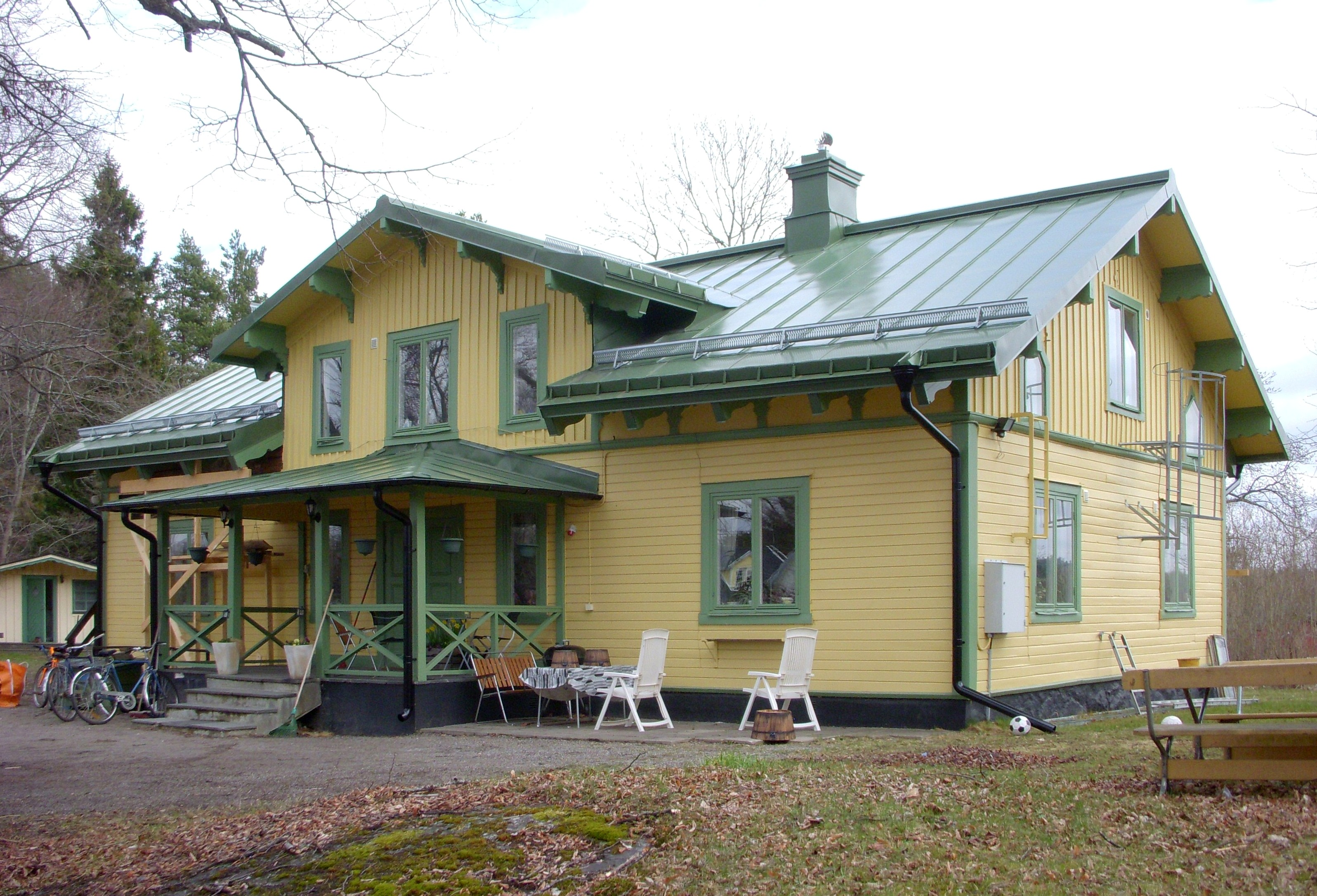
Länna gästgivargård april 2012.

Länna gästgiveri bedrevs sedan 1630-talet av Mellangården, som var en av fyra gårdar i Länna by. De tre andra hette Östergården, Västergården och Lillgården. Läget för gästgiveriet var väl valt; det låg mellan Drevviken och Gamla Dalarövägen, en av de viktigaste färdvägarna från Stockholm och söderut. På 1600-talet var gästgiveriet "det enda mellan Stockholm och Dalehamn" (Dalarö). År 1750 ägdes Mellangården av framlidne generalmajoren baron Schering Rosenhanes arvingar.
Eftersom Länna gård avknoppade en krog som hamnade på Täckeråkers ägor i Österhaninge socken, är den inrättningen beskriven under Haninge kommun, Österhaninge socken med namnet Länna krog. Under 1600-talet var det vanligt att även de gästgiverier som verkligen var gästgiverier, i myndigheternas tal och dokument ganska ofta ändå enbart kallades krogh. Det gällde Länna likaväl som Fittja, Rotebro och Märsta.
Mot den bakgrunden står det klart att Länna gästgivargårds första 100 år, under namn av krog, egentligen låg i Österhaninge socken. Landshövdingen i Upsala län Lars Sparre utfärdade den 13 december 1638 ett fribrev för tvenne hemman Länna och Husby för att dess åbor skulle hålla gästgiveri för resande till och ifrån Dalarö. Den första gästgivaren blev Befallningsmannen Nils Joensson  och han beklagar sig 1646 att han gästgiveriet ”på behnen bracht”, men ändå ingen hemmansfrihet erhållit. Att verksamheten överlevde bekräftas av vägmätningen på 1650-talet då Länna krog noteras utefter vägen. 
Vägen mellan Stockholm och Dalarö var en av rikets viktigaste. Ett av många exempel på detta är landshövdingens order sommaren 1677, till kronobefallningsmännen Joen Persson Lille och Erich Erdman, att de måste se till att laga broarna mellan Dalarö och Stockholm. Vidare ska Lille se till att det dagligen finns 4 hästar i beredskap vid Dalarö jämte ”En mera” vid Länna krog, för ”Correspondentierne skull”. De skjutsbönder som ”sådan skiutsning giorde, skulle för annor skiutz eller arbete förskonas” . 1688 års Itinerarium anger också ”Länna Krogh” som gästgiveri på vägen till Dalarö. (Stefan Nordin)

## Bellman
Gästgiveriet har besjungits av Carl Michael Bellman i Fredmans sånger N:o 29: "Gästgivaregården" 1791, som skrevs under hans vistelse i det närbelägna Fållan i början av 1790-talet.

## Gästgiveriets blomstringstid
På 1800-talet var Länna gästgivargård främst en hållplats för Väster- och Österhaningebor på väg till och från Stockholm, men det hände givetvis att även andra stannade för att rasta sina hästar och inta förtäring. Stället var ökänt för att vara en plats åt "druckna individer" som söp och slogs. Ett exempel på detta dåliga rykte gällde året 1840 då församlingen hade klagat hos den kunglige befallningshavaren och sökte inskränka den fördärvliga krogrörelsen vid Länna Gästgivaregård, dock utan önskad verkan. Kyrkoherden Ährling hade åtskilliga gånger enskilt varnat gästgivaren och hans hustru, men problemen snarare ökade än minskade.
År 1845 bildade den franske gulddragaren G. Giron och hans son August av Östergården, Lillgården och Länna gästgivargård, den gemensamma Länna gård. I slutet av 1800-talet hette gästgivaren Pettersson. Hos honom brukade även sorundabönderna stanna på deras hemväg från Stockholms marknadsplatser. Han lär ha haft en stor och stark piga vid namn Maja som såg till att bråkiga gäster kastades ut.

## Senare tid
Genom Nynäsbanans utbyggnad 1901 och med egen hållplats vid Drevvikens station, förlorade Lännas gästgiveri sin betydelse och därmed även sina gäster och 1902 indrogs verksamheten. Idag är byggnaden privatbostad.
I Länna fanns även "Länna krog" och "Länna torp" som båda står upptagna 1855 under Söderby gård i Österhaninge. Länna krog låg liksom torpet utmed Gamla Dalarövägen i Vega. Byggnaden utgör idag Länna gårds norra flygel sedan den flyttades dit på 1960-talet. 

## Carl Michael Bellmans "Gästgivaregården"
Grannas Lasse!  Klang på lyran,

lät oss dänga, flänga.

Spela Jerker, slå ut fyran,

femman, sexan, hej!

Trumf i bordet; mera klöver;

se vad trumf de slänga.

Olle du en trumf behöver.

Pelle akta dej!

Olle stå ej där å nicka;

kan du intet sticka?

Kerstin lilla, hör du flicka,

ge mig än ett stop;

hör på myntet, hör du klangen?

Guld är mer än rangen;

Olle, spänn för treparsvagnen!

Ut nu allihop.